# Dorylomorpha albrechti
Dorylomorpha albrechti är en tvåvingeart som beskrevs av Kuznetzov 1993. Dorylomorpha albrechti ingår i släktet Dorylomorpha och familjen ögonflugor. Inga underarter finns listade i Catalogue of Life.